# چراغ‌کوسه استوانه‌ای
چراغ‌کوسه استوانه‌ای (نام علمی: Etmopterus carteri) نام یک گونه از سرده چراغ‌کوسه است.